# Sumpfhornklee-Widderchen
Das Sumpfhornklee-Widderchen (Zygaena trifolii) wird auch Feuchtwiesen-Widderchen genannt und ist ein Schmetterling (Nachtfalter) aus der Familie der Widderchen (Zygaenidae).

## Merkmale
Die Falter erreichen eine Flügelspannweite von 28 bis 33 Millimetern und haben einen komplett schwarz gefärbten Körper. Die Flügel der Männchen sind mehr blauschwarz, die der Weibchen mehr grünlich-schwarz gefärbt. Auf den Flügeln finden sich fünf rote bis orangerote Flecken, die auch auf den Flügelunterseiten sichtbar sind. Sie fließen oft zusammen, dabei sind der erste und zweite sowie der dritte und vierte normalerweise verbunden oder zumindest sehr dicht nebeneinander liegend. Die Flügelspitzen beider Flügelpaare sind mehr abgerundet als die des ähnlichen Hornklee-Widderchens (Zygaena lonicerae). Auch sind die Vorderflügel kürzer und weniger zugespitzt. Die Hinterflügel und auch deren Saum sind im Verhältnis zu Z. lonicerae breiter. Die Fühler sind hingegen kürzer und haben eine stärkere, aber kürzer zugespitzte Keule.

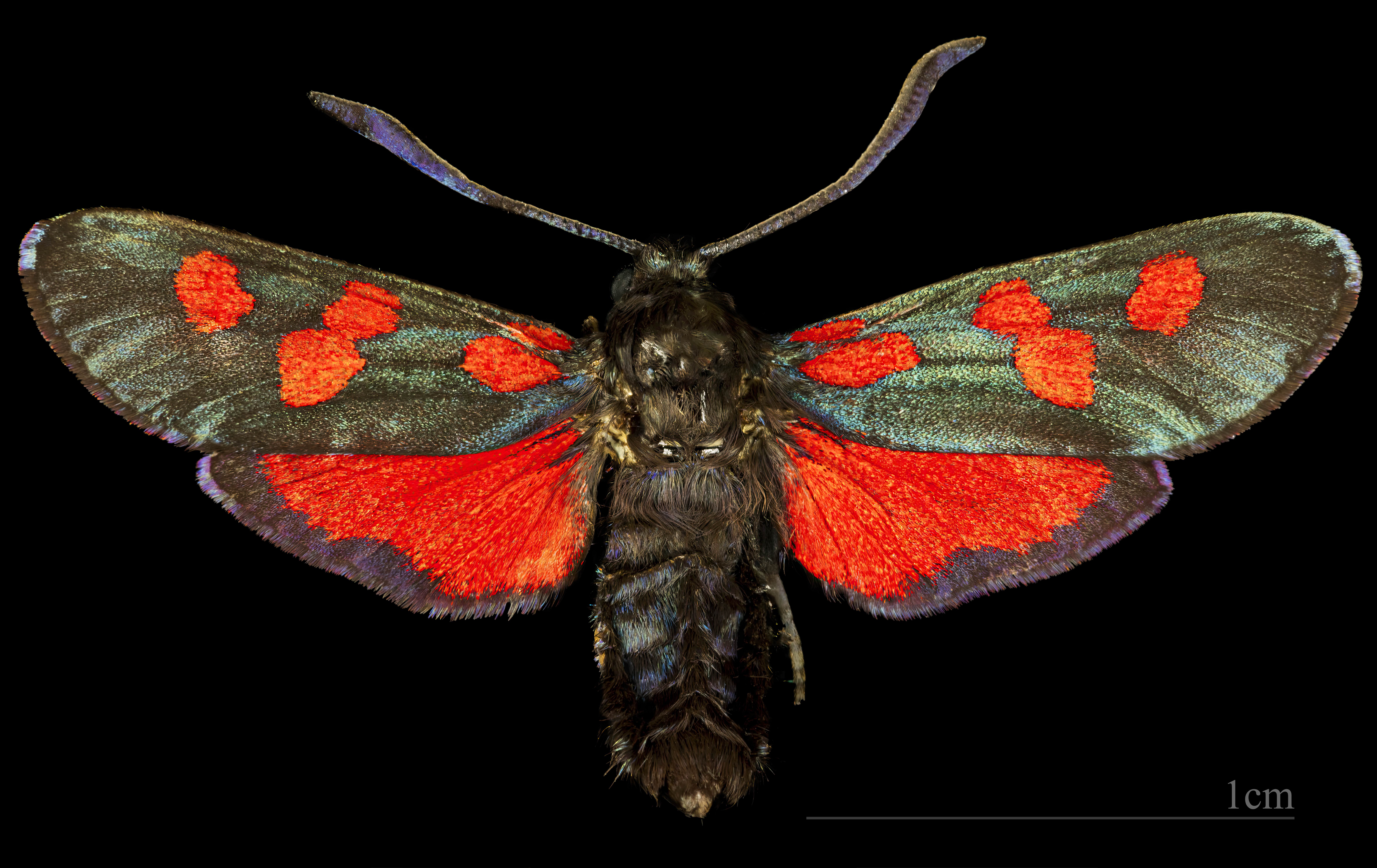
♂
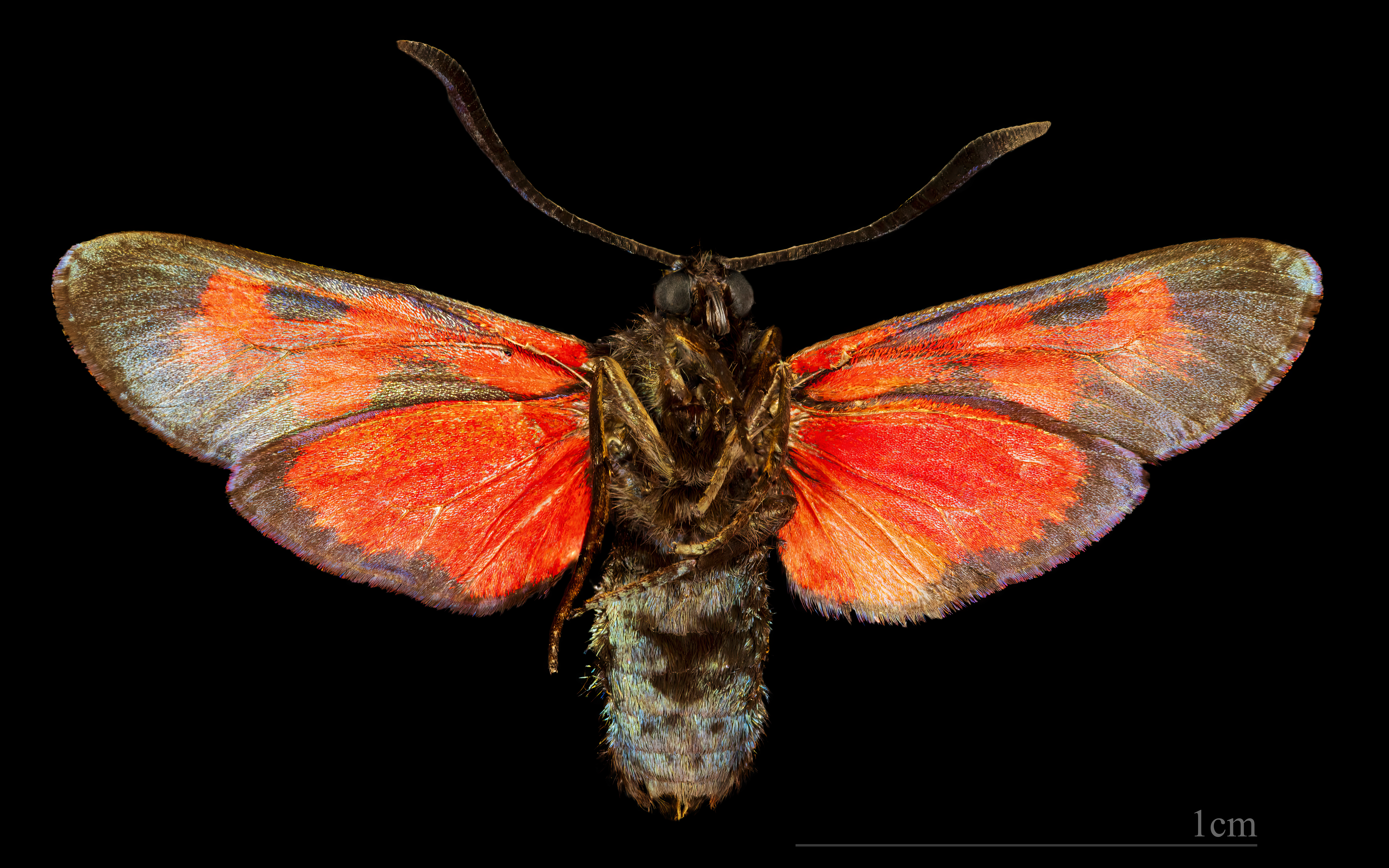
♂ △
♀
♀ △

Die Raupen sind wie die Falter denen des Hornklee-Widderchens ähnlich und haben auch eine, allerdings kräftigere, hellgrüne Grundfärbung und eine feine, weiße Behaarung. Die Tiere tragen schwarze Punktreihen beidseits des Rückens und jeweils an der Seite des Körpers und gelbe Punktreihen dazwischen. Die gelben verfließen zum Teil mit der grünen Grundfarbe. Die schwarzen Reihen, besonders die am Rücken mit den größeren Flecken, ergeben in ihrer Form eine Reihe von „X“.

### Ähnliche Arten
- Hornklee-Widderchen (Zygaena lonicerae)
- Hufeisenklee-Widderchen (Zygaena transalpina)
- Sechsfleck-Widderchen (Zygaena filipendulae)
- Kleines Fünffleck-Widderchen (Zygaena viciae)

## Vorkommen
Die Falter kommen von Nordafrika, über das westliche Mittelmeergebiet, Südengland und Mitteleuropa bis zur Ukraine vor. Sie fehlen in Skandinavien, den Zentralalpen und in Italien. Man findet sie auf Feuchtwiesen, in Flussauen, Quellmooren und an feuchten Waldlichtungen, sie sind aber durch den Rückgang von Feuchtgebieten selten geworden. In Österreich wurde die Art, nachdem sie lange Zeit als verschollen galt, Ende der 1990er Jahre in Vorarlberg wiedergefunden.

## Lebensweise

### Flug- und Raupenzeiten
Die Falter fliegen in einer Generation von Mitte Juni bis Mitte August. Die Raupen findet man ab August und nach der Überwinterung bis Juni.

### Nahrung der Raupen
Die Raupen ernähren sich hauptsächlich von den Blättern von Sumpfhornklee (Lotus uliginosus), aber auch von Gewöhnlichem Hornklee (Lotus corniculatus).

## Entwicklung
Die Eier sind gelb, rundlich und langgestreckt. Man findet sie in Grüppchen auf der Blattunterseite der Futterpflanzen. Die Raupen überwintern. Es ist möglich, dass sie durch Diapausen bis zu fünf Jahre für ihre Entwicklung benötigen. Die Verpuppung erfolgt in einem länglichen, strohgelben Kokon hoch oben auf Grashalmen. Die Puppe darin ist schwarz.

## Gefährdung und Schutz
- Rote Liste BRD: 3 (gefährdet).[3]